# Appellation communale (Bourgogne)

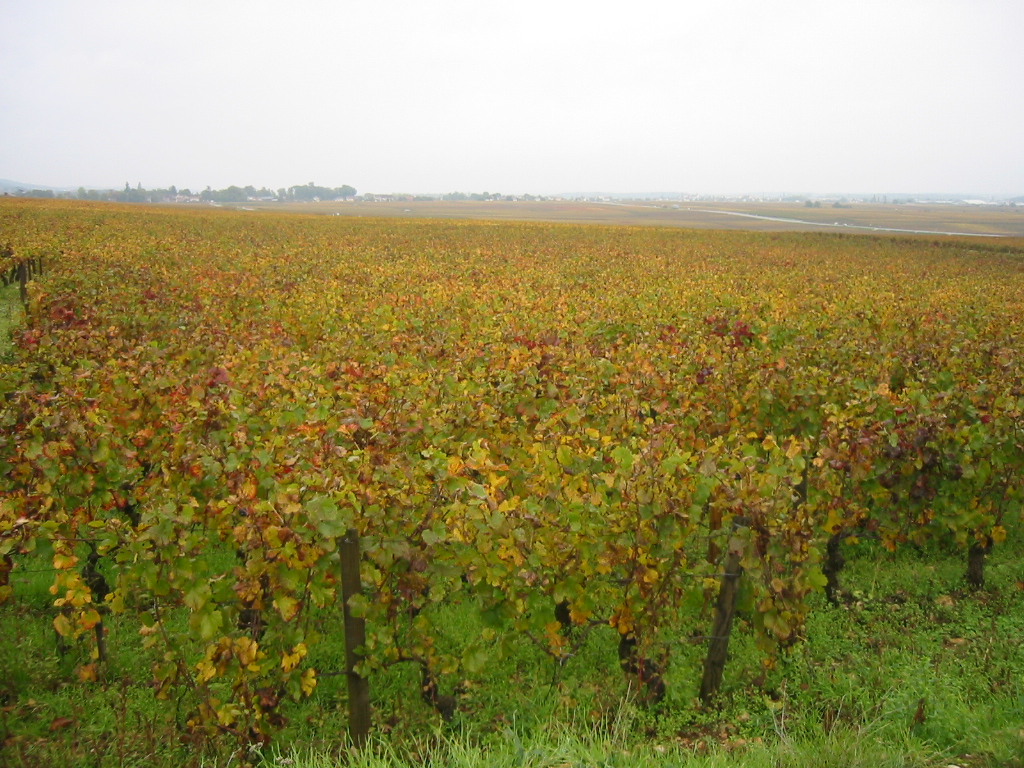
Le vignoble de Bourgogne en automne, à Gevrey-Chambertin.

Un bourgogne villages, ou un bourgogne appellation communale, est un vin classé appellation d'origine contrôlée (AOC), produit sur une partie du vignoble de Bourgogne, que ce soit en Basse-Bourgogne, en côte de Nuits, en côte de Beaune, en côte chalonnaise ou en Mâconnais. Il s'agit d'appellations communales, en troisième position des quatre catégories bourguignonnes suivantes : 
- appellation grands crus ;
- dénomination premier cru ;
- appellation communale (ou appellation village) ;
- appellation régionale.

En septembre 2022, les domaines de Bourgogne annoncent viser la neutralité carbone en 2035, objectif avancé de 15 ans par rapport à l'objectif national. Il s'agit de réduire de 60 % les émissions de gaz à effet de serre.

## Les catégories d'AOC en Bourgogne
Les vins de Bourgogne se regroupent en quatre grandes catégories :
- les appellations régionales, soit plus de la moitié de la production, provenant de l'ensemble du vignoble de Bourgogne ou d'une de ses sous-régions ; il y a sept AOC régionales (bourgogne[3], bourgogne-passe-tout-grains, etc.), auxquels on peut ajouter les quatorze dénominations géographiques de l'appellation bourgogne (bourgogne hautes-côtes-de-nuits, bourgogne tonnerre, etc.) et les 27 de l'appellation mâcon (mâcon Igé, mâcon Azé, etc.) ;
- les appellations communales, soit un tiers de la production environ ; il y a 45 AOC communales, également appelées « appellations villages » (chablis, pommard, nuits-saint-georges, givry, etc.), en y comptant les deux AOC sous-régionales (côte-de-beaune-villages et mâcon) ;
- les dénominations premiers crus, soit 10 % de la production ; il s'agit de dénominations au sein des appellations communales ; le nom de cette AOC doit être suivie du nom d'un climat classé en premier cru ; il y a 562 climats en premier cru (saint-aubin premier cru « Murger des dents de chien », santenay premier cru « la Comme », chablis premier cru « Fourchaume », etc.) ;
- les appellations grands crus, soit 1,5 à 2 % de la production ; il y a 33 AOC grands crus, dont trente-deux en Côte-d'Or (bienvenues-bâtard-montrachet, corton-charlemagne, bonnes-mares, romanée-conti, etc.) et une dans l'Yonne (les sept climats de chablis grand cru).

Si ces appellations et dénominations sont définies dans les différents cahiers des charges de l'INAO publiés par le ministère de l'Agriculture et homologués par des décrets, les notions d'« appellation régionale », « sous-régionale » et « communale », ainsi que la liste des vins entrant dans ces catégories ne sont pas officielles. Elles sont plutôt affaires de tradition éditoriale parmi les guides des vins, repris ensuite sur les sites spécialisés.

## Les appellations villages
Les 45 appellations « villages » du vignoble de Bourgogne (le vignoble du Beaujolais exclu) concernent environ 34 % de la production du vignoble bourguignon ; il s'agit de terroirs sur une seule ou sur plusieurs communes favorables à une production de qualité, notamment les extrémités hautes et basses des versants des différentes côtes (le milieu de pente étant occupé par les premiers crus et les grands crus).
Les deux appellations côte-de-beaune-villages et mâcon ont la particularité d'avoir une aire de production recouvrant celle de plusieurs appellations communales, se trouvant donc dans la hiérarchie entre les appellations régionales et celles communales, d'où leur qualification dans des guides et sites d'« appellation sous-régionales », critiqué par d'autres auteurs.

## Liste des appellations communales
Liste du nord au sud.
| Vignoble de la Basse-Bourgogne : - chablis ; - petit-chablis ; - irancy ; - saint-bris ; - vézelay. | Vignoble de la côte de Nuits : - marsannay ; - fixin ; - gevrey-chambertin ; - morey-saint-denis ; - chambolle-musigny ; - vougeot ; - vosne-romanée ; - nuits-saint-georges ; - côte-de-nuits-villages. | Vignoble de la côte de Beaune : - ladoix ; - aloxe-corton ; - pernand-vergelesses ; - chorey-lès-beaune ; - savigny-lès-beaune ; - beaune ; - côte-de-beaune ; - pommard ; - volnay ; - monthélie ; - auxey-duresses ; - saint-romain ; - meursault ; - puligny-montrachet ; - blagny ; - saint-aubin ; - chassagne-montrachet ; - santenay ; - maranges. | Vignobles de la côte chalonnaise : - bouzeron ; - rully ; - mercurey ; - givry ; - montagny. | Vignoble du Mâconnais : - saint-véran ; - pouilly-fuissé ; - viré-clessé ; - pouilly-loché ; - pouilly-vinzelles. |